# John Borg
John Borg (9 de noviembre de 1873 en Malta, 4 de mayo de 1945 Malta) fue un botánico maltés. La base de su trabajo eran la flora de su país natal, los cactus y las cuestiones agrícolas.

## Vida y obra
John Borg estudió en la Universidad de Malta, donde en 1894 adquirió su Maestría en Artes y en 1898 su MD. Inicialmente trabajó como médico, pero cada vez más se volvió a la botánica. Así que ya estaba en 1900 Superintendente de Ecología y 1.919 Superintendente del Departamento de Agricultura. También fue jefe de los Jardines Botánicos de Argotti en Floriana. En 1921, se hizo cargo de la cátedra de Historia Natural de la Universidad de Malta. Durante su permanencia allí, se modernizó la investigación agrícola en el país, en el que, por ejemplo, en los campos experimentales que había distribuido, comenzó la investigación sobre enfermedades de las plantas.
Además de su actividad científica agrícola se distinguió principalmente por la investigación sobre las flora y la vegetación de las islas maltesas. Su actividad en este sentido se reflejó en 1927 en la publicación de "Descriptive Flora of the Maltese Islands" . Desde ese año, hasta el presente, fue un trabajo importante para la flora de Malta. Se mantuvo en el siglo XXl y fue reimpreso nuevamente casi 50 años después de su primera publicación en 1976.
En 1933 Borg se retiró de todos los cargos públicos. Con motivo de su muerte en 1945 rindió homenaje a William Bertram Turrill (1890-1961) como "famoso botánico de Malta".
Otro objeto de su trabajo eran los cactus, en su obra "Los cactus, Manual de un jardinero para su identificación y cultivo." incluyó dos temas que han sido reimpresos en la década de 1960.
- La abreviatura «Borg» se emplea para indicar a John Borg como autoridad en la descripción y clasificación científica de los vegetales.[5]

## Obras
- Catalogue of Plants cultivated in St. Antonio Gardens. 1896.
- Cultivation and Diseases of Fruit Trees.
- Gardening in Malta.
- Descriptive Flora of the Maltese Islands. 1927.
- Cacti. A gardener's handbook for their identification and cultivation. 1937 / 1951